# Fed Cup de 2005
A Fed Cup de 2005 foi a 43ª edição do mais importante torneio entre países do tênis feminino.

## Grupo Mundial I
Oito equipes disputaram o título em três fases eliminatórias. Excepcionalmente, o Grupo Mundial foi chamado de Grupo Mundial I nesse ano.
|  |                                        |                                |                                          |                                   |   |                            |                            |                            |  |  |                           |                           |                           |
|  | Primeira fase 23 e 24 de abril         | Primeira fase 23 e 24 de abril | Primeira fase 23 e 24 de abril           |                                   |   | Semifinais 9 e 10 de julho | Semifinais 9 e 10 de julho | Semifinais 9 e 10 de julho |  |  | Final 17 e 18 de setembro | Final 17 e 18 de setembro | Final 17 e 18 de setembro |
|  | Primeira fase 23 e 24 de abril         | Primeira fase 23 e 24 de abril | Primeira fase 23 e 24 de abril           |                                   |   | Semifinais 9 e 10 de julho | Semifinais 9 e 10 de julho | Semifinais 9 e 10 de julho |  |  | Final 17 e 18 de setembro | Final 17 e 18 de setembro | Final 17 e 18 de setembro |
|  | Brindisi, Itália – saibro              |                                |                                          |                                   |   |                            |                            |                            |  |  |                           |                           |                           |
|  |                                        |                                |                                          |                                   |   |                            |                            |                            |  |  |                           |                           |                           |
|  | 1                                      | Rússia                         | 4                                        |                                   |   |                            |                            |                            |  |  |                           |                           |                           |
|  | 1                                      | Rússia                         | 4                                        | Moscou, Rússia – saibro (coberto) |   |                            |                            |                            |  |  |                           |                           |                           |
|  |                                        | Itália                         | 1                                        |                                   |   |                            |                            |                            |  |  |                           |                           |                           |
|  |                                        | Itália                         | 1                                        |                                   | 1 | Rússia                     | 4                          |                            |  |  |                           |                           |                           |
|  | Delray Beach, EUA – duro (coberto)     |                                |                                          |                                   | 1 | Rússia                     | 4                          |                            |  |  |                           |                           |                           |
|  |                                        |                                | 4                                        | Estados Unidos                    | 1 |                            |                            |                            |  |  |                           |                           |                           |
|  |                                        | Bélgica                        | 4                                        | Estados Unidos                    | 1 | 0                          |                            |                            |  |  |                           |                           |                           |
|  |                                        | Bélgica                        |                                          |                                   |   | 0                          | Paris, França – saibro     |                            |  |  |                           |                           |                           |
|  | 4                                      | Estados Unidos                 | 5                                        |                                   |   |                            |                            |                            |  |  |                           |                           |                           |
|  | 4                                      | Estados Unidos                 | 5                                        |                                   |   | 1                          | Rússia                     | 3                          |  |  |                           |                           |                           |
|  | Jerez de la Frontera, Espanha – saibro |                                |                                          |                                   |   | 1                          | Rússia                     | 3                          |  |  |                           |                           |                           |
|  |                                        |                                | 2                                        | França                            | 2 |                            |                            |                            |  |  |                           |                           |                           |
|  | 3                                      | Espanha                        | 2                                        | França                            | 2 | 3                          |                            |                            |  |  |                           |                           |                           |
|  | 3                                      | Espanha                        | Aix-en-Provence, França – duro (coberto) |                                   |   | 3                          |                            |                            |  |  |                           |                           |                           |
|  |                                        | Argentina                      | 2                                        |                                   |   |                            |                            |                            |  |  |                           |                           |                           |
|  |                                        | Argentina                      | 2                                        |                                   | 3 | Espanha                    | 1                          |                            |  |  |                           |                           |                           |
|  | Pörtschach, Áustria – saibro           |                                |                                          |                                   | 3 | Espanha                    | 1                          |                            |  |  |                           |                           |                           |
|  |                                        |                                | 2                                        | França                            | 3 |                            |                            |                            |  |  |                           |                           |                           |
|  |                                        | Áustria                        | 2                                        | França                            | 3 | 1                          |                            |                            |  |  |                           |                           |                           |
|  |                                        | Áustria                        |                                          |                                   |   |                            |                            |                            |  |  |                           |                           |                           |
|  | 2                                      | França                         | 4                                        |                                   |   |                            |                            |                            |  |  |                           |                           |                           |
|  | 2                                      | França                         | 4                                        |                                   |   |                            |                            |                            |  |  |                           |                           |                           |